# Taschorema
Taschorema is een geslacht van schietmotten van de familie Hydrobiosidae.

## Soorten
- T. apobamum A Neboiss, 1977
- T. asmanum Mosely, 1936
- T. dispatens A Neboiss, 2002
- T. evansi Mosely, 1953
- T. ferulum A Neboiss, 1977
- T. ithyphallicum (F Schmid, 1989)
- T. kimminsi A Neboiss, 1962
- T. pallescens (Banks, 1939)
- T. pedunculatum S Jacquemart, 1965
- T. rugulum A Neboiss, 1962
- T. viridarium A Neboiss, 1962